# Véra Gromova
Véra Gromova, (en russe : Вера Исааковна Громова), née le 8 mars 1891 et morte le 21 janvier 1973 , est une paléontologue soviétique.

## Biographie
Elle est notamment connue pour ses études sur les ongulés fossiles (mammifères à sabots). Elle a travaillé à l'Académie soviétique des sciences. De 1919 à 1942, elle a été chef de l'ostéologie (musée zoologique) et de 1942 à 1960 à l'institut russe de paléontologie, où elle a été chef du laboratoire des mammifères à partir de 1946.